# Estación de Villaldama
Villaldama fue una estación de trenes que se encuentra en Villaldama, Nuevo León.

## Historia
La estación fue edificada sobre la línea México-Laredo de Tamaulipas del Ferrocarril Nacional de México. Se construyó en terrenos que fueron de la Hacienda el Potrero, los cuales fueron adquiridos por la Compañía Constructora Nacional Mexicana en 1882. Los trabajos de construcción de la línea se realizaron mediante concesión el 13 de septiembre de 1880 a la Compañía Constructora Nacional Mexicana que posteriormente se consolidó como Compañía del Camino de Fierro Nacional Mexicana. El servicio entre México y Laredo de Tamaulipas fue inaugurado en noviembre de 1888.
En 2017, el gobernador de Nuevo León, Jaime Rodríguez Calderón, supervisó la construcción de nuevas instalaciones de la antigua estación del ferrocarril, donde se invertirán 3 millones 750 mil pesos para adecuar canchas, estacionamiento y los jardines que se unirán con el Museo del Ferrocarril en la antigua estación.